# Batoo Tshering
El teniente general (Goongloen Gongma) Batoo Tshering, DYG, DW, DT, DK, es el actual Jefe de Operaciones del Real Ejército de Bután (COO). Sucedió al jefe saliente, el teniente general Lam Dorji el 1 de noviembre de 2005.

## Carrera militar
Tshering se formó en la Academia Militar de la India y fue asignado al Real Ejército de Bután en noviembre de 1971. A continuación, fue adscrito al Ejército de la India y fue asignado al Curso de Comando de Jóvenes Oficiales, Curso de Oficiales de Inteligencia, Curso de Mando Superior en varias escuelas de instrucción en la India. También es graduado de la Escuela de Personal de Servicios de Defensa, en Wellington, Tamil Nadu.
Batoo Tshering desempeñó varios cargos importantes de personal y de mando. Su primera delegación de personal fue en la Sede del Ejército (AHQ) como Oficial de Operaciones y Capacitación en 1976. Comandó el Ala 4 y el Ala 7 en sucesión. Fue Comandante del Centro de Entrenamiento Militar en 1988, Director Adjunto de Operaciones (G) en 1991 y Comandante del Centro de Comando en Dewathang en 1997 hasta la finalización de la Operación All Clear en 2003. Asumió el cargo de Director Adjunto de Operaciones con efecto a partir del 21 de febrero de 2005 y fue nombrado Jefe de Operaciones por Su Majestad el rey Jigme Singye Wangchuck el 1 de noviembre de 2005. Además de sus responsabilidades como Director de Operaciones, también es el presidente de la Junta de Directores del Proyecto de Bienestar del Ejército.
Mientras estaba de servicio, Tshering sobrevivió una emboscada de insurgentes armados cerca de Nganglam el 31 de octubre de 1998, durante la cual su coche fue acribillado con disparos y resultó herido.

## Condecoraciones
Por su dedicado y distinguido servicio al Tsa-Wa-Sum (Rey, País y Pueblo), recibió las medallas de Druk Yugyel (DYG), Drakpoi Wangyel (DW), Drakpoi Thugsey (DT) y Drakpoi Khorlo (DK), entregadas por el rey Jigme Singye Wangchuck. También se le concedió la medalla de Drakpoi Rinchen Tsugtor (DRT) por el rey Jigme Khesar Namgyel Wangchuck el 21 de febrero de 2013.

## Familia
Tshering está casado con Aum Pema Choden, graduada en el Colegio de Educación de Paro y tienen dos hijas, Dechen Yangden y Rinchen Pelden, ambos empleadas con el Real Gobierno de Bután.